# هشان
هشان هي قرية في مقاطعة طالقان، إيران. يقدر عدد سكانها بـ 65 نسمة بحسب إحصاء 2016.